# Linda Kisabaka
Linda Kisabaka (née le 9 avril 1969 à Wuppertal) est une athlète allemande spécialiste du 400 mètres et du 800 mètres. 

## Carrière

### Palmarès
| Date | Compétition                  | Lieu       | Résultat | Épreuve    | Performance   |
| ---- | ---------------------------- | ---------- | -------- | ---------- | ------------- |
| 1987 | Championnats d'Europe junior | Birmingham | 3e       | 400 mètres | 53 s 89       |
| 1987 | Championnats d'Europe junior | Birmingham | 2e       | 4 × 400 m  | 3 min 38 s 49 |
| 1989 | Universiade                  | Duisbourg  | 2e       | 4 × 400 m  | 3 min 27 s 02 |
| 1992 | Jeux olympiques d'été        | Barcelone  | 6e       | 4 × 400 m  | 3 min 26 s 37 |
| 1993 | Championnats du monde        | Stuttgart  | 5e       | 4 × 400 m  | 3 min 25 s 49 |
| 1995 | Championnats du monde        | Göteborg   | 4e       | 4 × 400 m  | 3 min 26 s 10 |
| 1996 | Jeux olympiques d'été        | Atlanta    | 3e       | 4 × 400 m  | 3 min 21 s 14 |

### Records
| Épreuve    | Performance   | Lieu   | Date         |
| ---------- | ------------- | ------ | ------------ |
| 800 mètres | 1 min 58 s 24 | Zurich | 14 août 1996 |